# 道格拉斯·路易斯
道格拉斯·路易斯·蘇亞雷斯·德保羅（葡萄牙語：Douglas Luiz Soares de Paulo；1998年5月9日—），巴西職業足球員，司職中場，現效力意甲球會祖雲達斯。

## 國家隊生涯
2019年10月，巴西隊在友誼賽以3:0戰勝韓國，路易斯替補出場，完成個人國家隊首秀。
在2022年世界杯預選賽對陣玻利維亞和秘魯的比賽中，他是巴西隊的首發陣容，並且打滿了90分鐘。
2021年夏天，他收到了巴西23歲以下國家足球隊的徵召，參加2020年夏季奧林匹克運動會男子足球比賽。

## 个人生活
女友为瑞士女足、尤文女队球员阿丽莎·莱曼。。

## 外部連結
- 道格拉斯·路易斯 （页面存档备份，存于）在Soccerway中的档案
- 道格拉斯·路易斯在National-Football-Teams.com的資料